# یواس‌اس وندیویر (دی‌یی‌آر-۵۴۰)
یواس‌اس وندیویر (دی‌یی‌آر-۵۴۰) (به انگلیسی: USS Vandivier (DER-540)) یک کشتی بود که طول آن ۳۰۶ فوت (۹۳ متر) بود. این کشتی در سال ۱۹۴۳ ساخته شد.